# Malthonica silvestris
Loài nhện hiếm Malthonica silvestris (danh pháp cũ là Tegenaria silvestris, là một loài nhện được tìm thấy chủ yếu trong hang động hay trên các đống rác, đôi khi ở bìa rừng hay các rừng khô. Chúng đan mạng nhện dưới cành cây và gỗ mục và hang động có cây.

## Hình ảnh

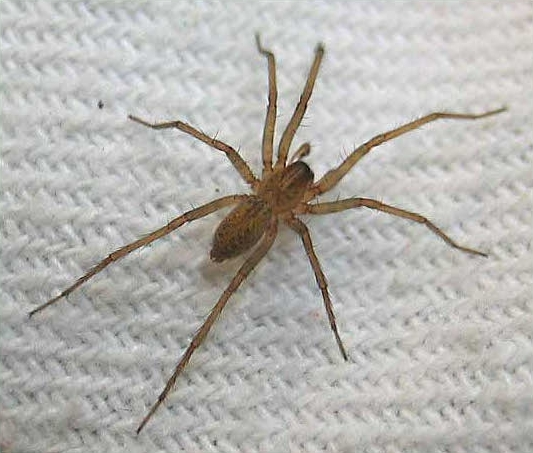
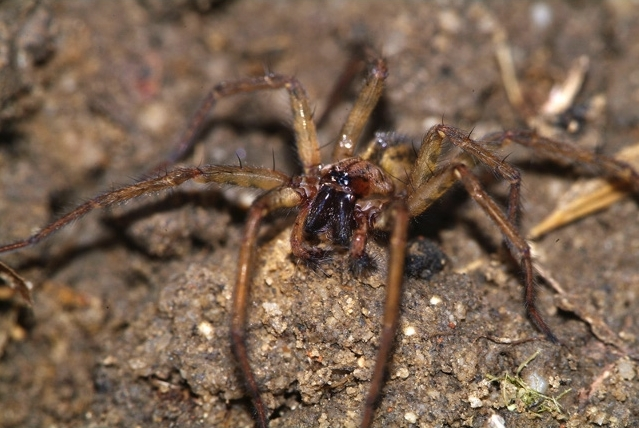
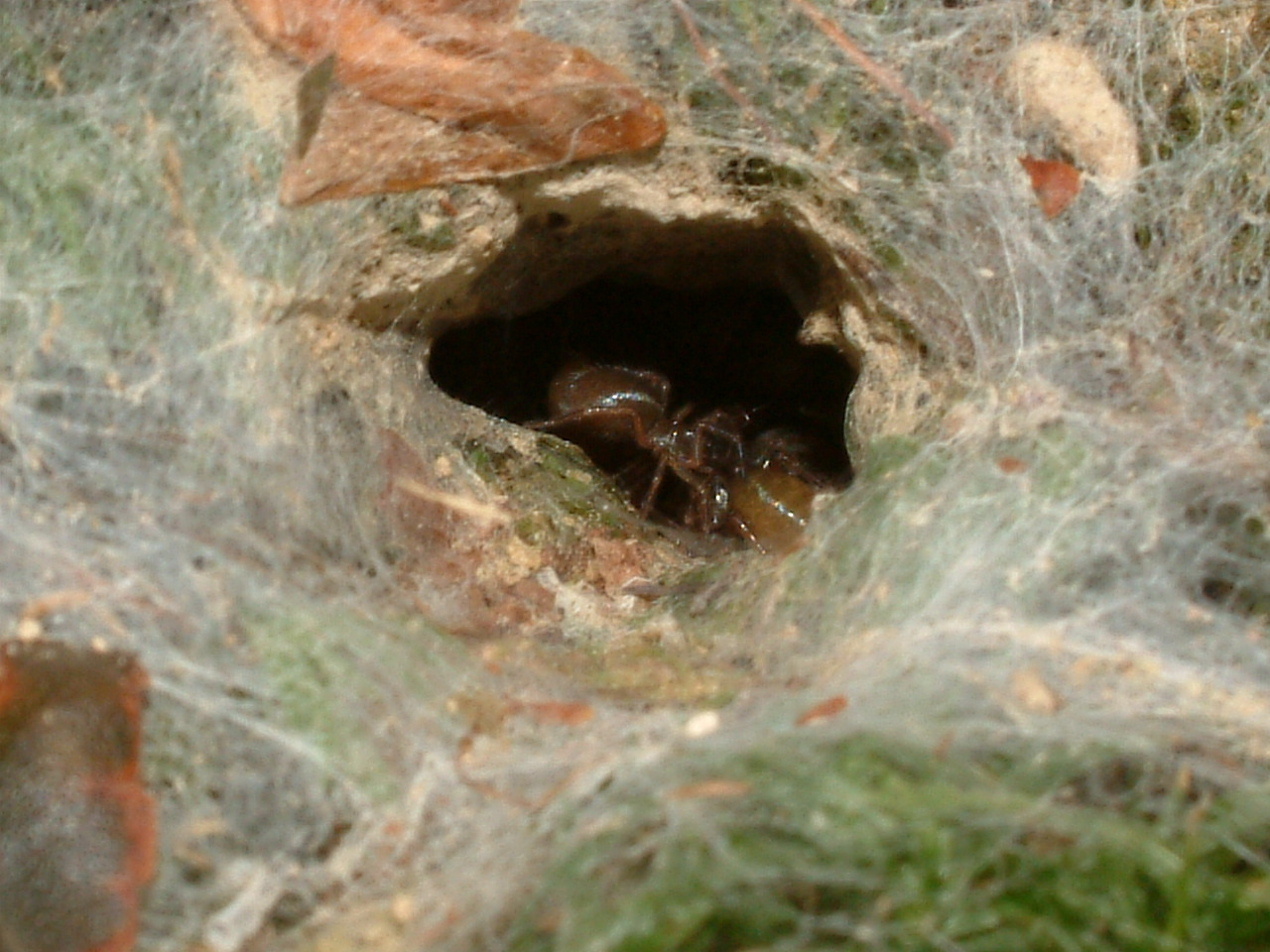
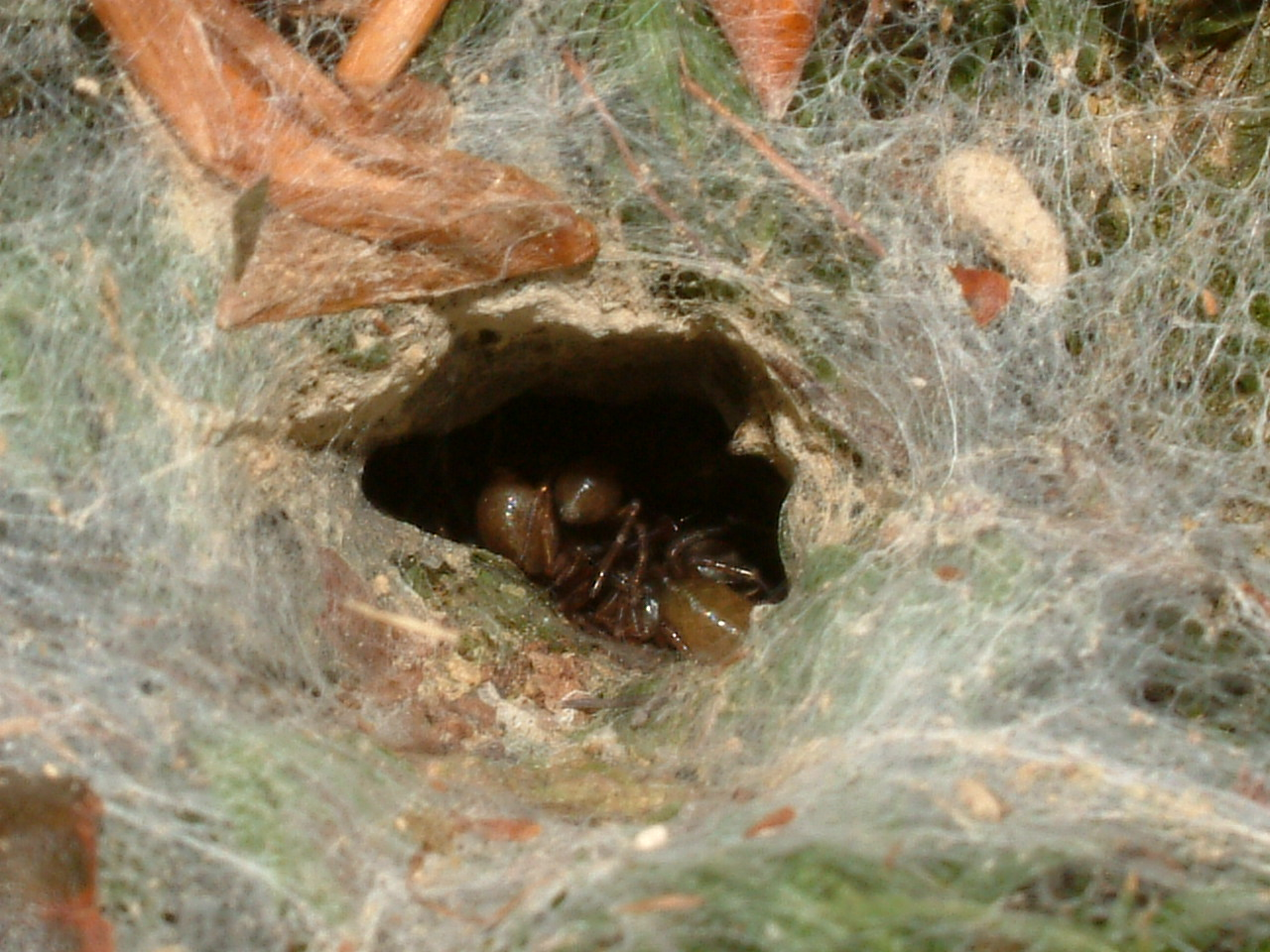